# Edificio con columnas de Cartago
El edificio con columnas es un edificio en ruinas situado en el corazón del sitio arqueológico de Cartago (Túnez) que data de la época romana. Su datación precisa y su uso son todavía desconocidos hasta el día de hoy, aunque la proximidad de un complejo que entregó el mosaico de caballos puede haber ayudado a los investigadores a hacer hipótesis.

## Ubicación y descripción

Ubicación del edificio de columnas en el no. 16.

Situado en la colina Juno, en la carretera de La Malga a Cartago, este edificio hipóstilo tenía una función desconocida hasta hoy.
Los arqueólogos han descubierto columnas corintias gemelas. mientras que el suelo está pavimentado con mosaicos. En las inmediaciones había una habitación abovedada. La casa de los caballos, que produjo algunos hermosos mosaicos, especialmente el mosaico de los caballos, fue descubierta abajo en 1960.

## Redescubrimiento
Un equipo del Departamento de Antigüedades de Louis Poinssot limpió el edificio en 1921-1922. Poinssot hizo que las ruinas fueran clasificadas como monumento histórico en febrero de 1922. la anastilosis se completó en 1926 y el edificio fue visitado por los turistas muy pronto.

## Función

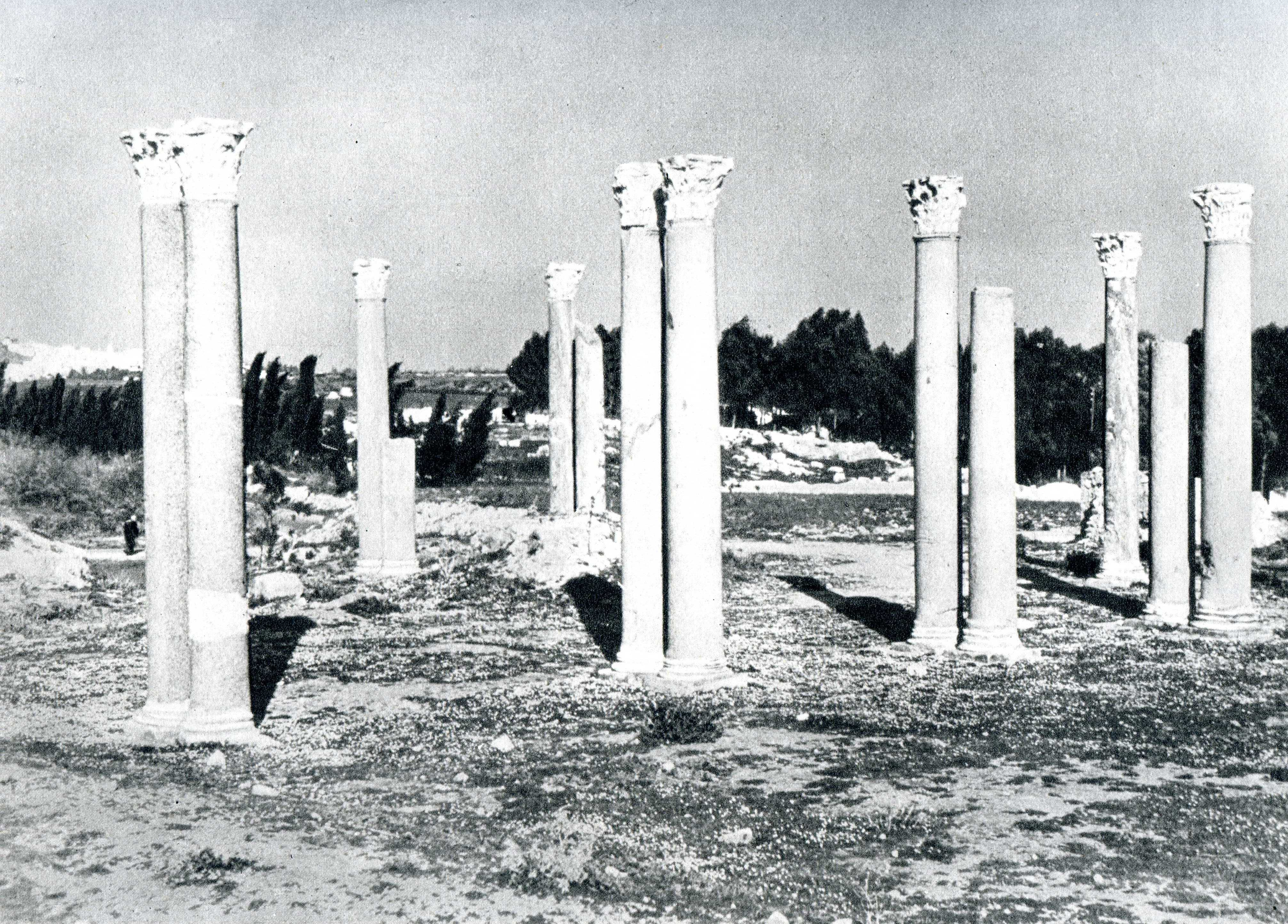
Fotografía antigua del edificio.

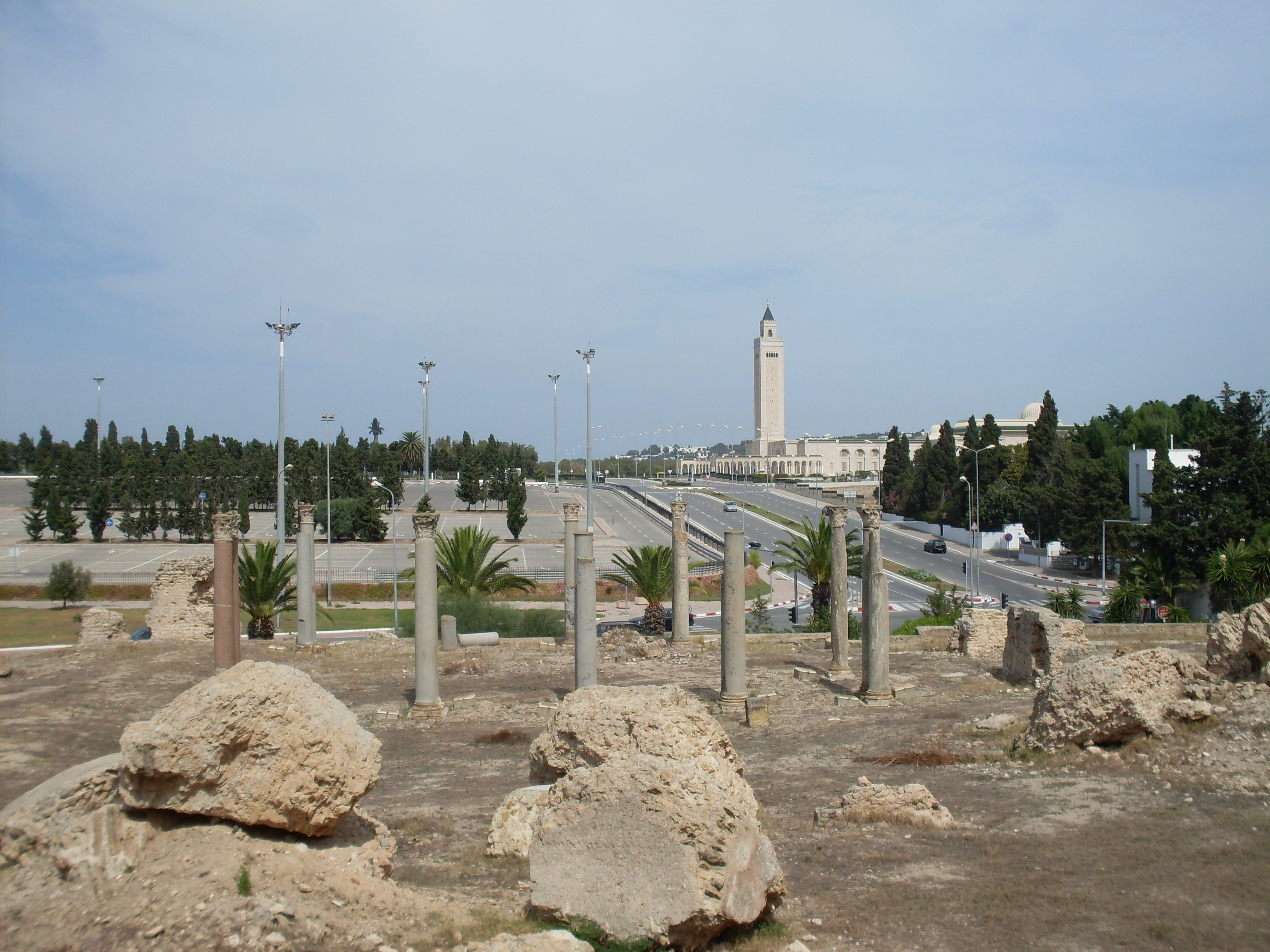
Vista del edificio con la mezquita de Málik ibn Anas al fondo.

Los investigadores consideran dos hipótesis para su uso como edificio civil: o bien como basílica civil, o bien como palestra de las termas conocidas como Gargilius, del que sería el último vestigio según Alexander Lezin. Propone datar los restos en la primera mitad del siglo I, que fueron restaurados en el siglo IV. El argumento de esta interpretación estaba vinculado a una tradición oral según la cual se descubrió un horno en las cercanías, las dobles columnatas estaban vinculadas a los trabajos de reparación.
Las obras de la red viaria de 1990 descartaron la hipótesis por la ausencia de restos de tuberías entre la sala abovedada y el edificio con columnas.
Gilbert Charles-Picard, por su parte, cree que es innegablemente una basílica. Considera que las ruinas pertenecen al complejo aristocrático de la casa de caballos donde se descubrió el mosaico del mismo nombre y que ahora está expuesto en el parque de las villas romanas. Una habitación cercana contenía un mosaico de aclamación para la «Facción Azul», FELIX POPULUS VENETI.
La inscripción estaba en un mosaico que incorporaba tallos de mijo que emergían de cráteras en cada esquina, con una corona de mijo sobre la aclamación.
La misma planta está presente en otras habitaciones de la casa de los caballos abajo. Azedine Beschaouch considera esta planta como un símbolo de la hermandad a cargo del lugar, pero la inscripción tiende a evocar al público de esta facción y no a la facción misma.
Picard propone datar el edificio desde el comienzo del reinado de Constantino I o la Tetrarquía. Según Beschaouch y Claude Nicolet, la casa de los caballos es anterior a esta y se integró en el edificio con columnas en el momento de su construcción en el siglo IV.
La interpretación de Picard provocó reacciones en relación con la diferencia de altura entre las partes del edificio. En una terraza superior habría estado la habitación con columnas gemelas y una sala abovedada y, más abajo, una serie de habitaciones incluyendo un oecus pavimentado con el mosaico de caballos.
Algunos han determinado una actividad religiosa para el período bizantino, incluyendo a Colette Picard que la convirtió en un oratorio durante este período, y algunos historiadores están de acuerdo en que fue uno de los lugares esenciales cuando San Agustín condenó el donatismo en 411.